# Leptoxenus ligneus
Leptoxenus ligneus là một loài bọ cánh cứng trong họ Cerambycidae.